# Special Olympics Norwegen
Special Olympics Norwegen (englisch: Special Olympics Norway) ist der norwegische Verband von Special Olympics International. Sein Ziel ist die Förderung von Sport für Menschen mit geistiger Beeinträchtigung und die Sensibilisierung der Gesellschaft für diese Mitmenschen. Außerdem betreut er die norwegischen Athletinnen und Athleten bei den Special Olympics Wettkämpfen.

## Geschichte
Special Olympics Norwegen wurde 1983 mit Sitz in Oslo gegründet.

## Aktivitäten
2020 waren 7.852 Athletinnen, Athleten und Unified Partner sowie 1.002 Trainer bei Special Olympics Norwegen registriert. Der Verband nahm 2020 an den Programmen Athlete Leadership, Family Leadership und Unified Sports teil, die von Special Olympics International ins Leben gerufen worden waren.

### Sportarten
Folgende Sportarten wurden 2020 vom Verband angeboten:
- Badminton (Special Olympics)
- Basketball (Special Olympics)
- Boccia (Special Olympics)
- Bowling (Special Olympics)
- Cheerleading
- Floorball
- Futsal (Special Olympics)
- Fußball (Special Olympics)
- Golf (Special Olympics)
- Handball (Special Olympics)
- Judo
- Kanusport (Special Olympics)
- Kraftdreikampf (Special Olympics)
- Leichtathletik (Special Olympics)
- Radsport (Special Olympics)
- Rhythmische Sportgymnastik (Special Olympics)
- Schneeschuhlaufen (Special Olympics)
- Segeln (Special Olympics)
- Shorttrack (Special Olympics)
- Ski Alpin (Special Olympics)
- Skilanglauf (Special Olympics)
- Snowboarding
- Schwimmen (Special Olympics)
- Snowboard (Special Olympics)
- Tanzen (Special Olympics)
- Tischtennis (Special Olympics)
- Turnen (Special Olympics)
- Volleyball (Special Olympics)

### Teilnahme an Weltspielen vor 2020
(Quelle: )
• 2007 Special Olympics World Summer Games, Shanghai, China (14 Athletinnen und Athleten)
• 2009 Special Olympics World Winter Games, Boise, USA (17 Athletinnen und Athleten)
• 2011 Special Olympics World Summer Games, Athen (43 Athletinnen und Athleten)
• 2013 Special Olympics World Winter Games, PyeongChang, Südkorea (28 Athletinnen und Athleten)
• 2015 Special Olympics World Summer Games, Los Angeles, USA (24 Athletinnen und Athleten)
• 2017 Special Olympics World Winter Games, Graz-Schladming-Ramsau, Österreich (35 Athletinnen und Athleten)
• 2019 Special Olympics, World Summer Games, Abu Dhabi (31 Athletinnen und Athleten)

### Teilnahme an den Special Olympics World Summer Games 2023 in Berlin
Special Olympics Norwegen beteiligte sich an den Special Olympics World Summer Games 2023. Die Delegation wurde vor den Spielen im Rahmen des Host Town Program von Norderstedt betreut. Sie bestand aus 69 Personen. Das Team gewann bei diesen Weltspielen 16 Gold-, 22 Silber- und 12 Bronzemedaillen.

### Teilnahme an Weltspielen nach 2023
- 2025 Special Olympics World Winter Games, Turin, Italien (25 Athletinnen und Athleten)[5]